# Hildegard Lena Kuhlenberg
Hildegard Lena Kuhlenberg (* 29. Oktober 1948 in Bochum) ist eine deutsche Schauspielerin.

## Leben
Kuhlenberg wuchs in ihrer Geburtsstadt Bochum auf. Sie absolvierte zunächst ein Hochschulstudium (Germanistik/Anglistik für das Lehramt), das sie mit dem 1. und 2. Staatsexamen abschloss. Nach drei Jahren Schulpraxis, in der sie in der Sekundarstufe II unterrichtete, gab sie ihren Beruf als Lehrerin auf. Sie ging an die Folkwang Universität der Künste in Essen, wo sie Schauspiel studierte und ihr Schauspieldiplom machte. Von 1979 bis 1991 war sie hauptsächlich als Theaterschauspielerin tätig. Sie hatte Engagements u. a. am Schauspielhaus Bochum, am Schauspiel Köln, am Wuppertaler Schauspielhaus, am Schauspielhaus Kiel, am Hamburger Schauspielhaus und am Theater am Goetheplatz in Bremen.
Zu ihren wichtigen Bühnenrollen gehörten die Titelrollen in Minna von Barnhelm und Emilia Galotti, Klara in Maria Magdalena, Elisabeth in Glaube Liebe Hoffnung, Marie in Woyzeck, Lena in Leonce und Lena, und Marion in Dantons Tod. Sie trat u. a. in Inszenierungen von Frank-Patrick Steckel, Wolfgang Wiens, Ernst Wendt und Andrea Breth auf. In der Spielzeit 1986/87 übernahm sie an den Bochumer Kammerspielen die Rolle der Asta in Klein Eyolf (Regie: Fritz Marquardt). Die Rolle der Rachel in Schöne Bescherungen von Alan Ayckbourn spielte sie 1987 am Bochumer Schauspielhaus in einer Inszenierung von Andrea Breth; ihre Partner waren Nicole Heesters, Georg-Martin Bode und Stefan Hunstein. Seit 1991 arbeitet sie als freie Schauspielerin auch für Funk (u. a. als Hörspielsprecherin beim WDR), Film und Fernsehen.
Erste Filmrollen übernahm sie Ende der 1980er Jahre. In Hark Bohms Kinofilm Der kleine Staatsanwalt (1987) hatte sie die Rolle der Frau Kaiser. Sie spielte die Ehefrau des arbeitslosen Bauingenieurs Kaiser (Martin Lüttge), der das beruflich interessante Angebot bekommt, Geschäftsführer einer Baufirma zu werden. Ab Mitte der 1990er Jahre arbeitete Kuhlenberg hauptsächlich für Film und Fernsehen.
In der Kinokomödie Superstau (1991) spielte sie Ilse Pacholke, die Ehefrau des cholerischen Bergmanns Herrmann Pacholke (Ralf Richter) aus Gelsenkirchen. In der Fernsehserie Vera Wesskamp über die Leiterin einer Binnenschiffahrtsreederei mit Maren Kroymann in der Hauptrolle, hatte sie 1992–1993 eine durchgehende Serienrolle. Sie spielte Conny Becker, die beste Freundin der Titelheldin. In dem Fernsehfilm Geschwister – Kardeşler (1997) über eine türkisch-deutsche Familie in Berlin-Kreuzberg, spielte sie die deutsche Mutter in einem ansonsten türkischen Umfeld. Kuhlenberg hatte diese Rolle nach einer längeren Phase der Arbeitslosigkeit, der sie als älter gewordene Schauspielerin gegenüberstand, durch Vermittlung und Förderung durch das Institut für Schauspiel, Film- und Fernsehberufe in Berlin erhalten.
In dem Kinofilm Oktoberfest (2005) spielte sie die resolute Maria, deren traditionsreiches Fahrgeschäft auf der Münchner Wiesn vor dem finanziellen Aus steht. In dem Episodenfilm Neun Szenen (2005) war sie Julians Mutter. In dem Filmdrama Eden (2006) spielte sie die Mutter des beruflich und menschlich gescheiterten Anwalts Xaver Drebb (Devid Striesow). In dem Der Liebeswunsch (2006) spielte sie die Mutter der im Mittelpunkt der Handlung stehenden Studentin Anja.
Im Wilsberg-Krimi Interne Affären war sie 2008 als Klara Scholz zu sehen. Sie spielte die finanziell verschuldete Mutter des Polizisten Oliver Scholz, die versucht, mit einem Fahrradladen einigermaßen über die Runden zu kommen. in dem Fernsehfilm Liebe verlernt man nicht (2009) spielte sie Fanny, eine der beiden besten Freundinnen der weiblichen Hauptfigur Eva (Katrin Saß). Im Tatort: Die Wiederkehr (Erstausstrahlung: März 2015) hatte sie eine kleine Rolle als Besitzerin eines Imbißwagens auf einem Campingplatz.
In der ZDF-Serie Der Staatsanwalt hatte sie eine kleine wiederkehrende Serienrolle als Sonja Reuther; sie spielte die nach einem Unfall schwerverletzte Ehefrau des Staatsanwalts Dr. Bernd Reuther (Rainer Hunold). Sie hatte außerdem  Episodenrollen u. a. in den Fernsehserien Der König (1996), Wolkenstein, (1996), Sophie – Schlauer als die Polizei (1997), Freundschaft mit Herz (1997; als Rose Zirpenbach, Gattin des Astrologen Franz Zirpenbach), SK Kölsch (1999), Herzschlag – Das Ärzteteam Nord (2000; als Frau Baldauf, die den vermeintlichen neuen Infarkt ihres Mannes nicht verkraftet und in der Klinik zusammenbricht) und Ein Fall für zwei (2001). Im Dezember 2015 war sie in der ZDF-Krimiserie SOKO Köln in einer Episodennebenrolle zu sehen; sie spielte das Mordopfer, die reiche Adlige Tina von Etz, die sich jüngere Liebhaber hält. Im Januar 2018 war sie in der ZDF-Fernsehserie SOKO Wismar dann ebenfalls in einer Episodennebenrolle zu sehen, als ältere Bankkundin Regina Pollak, die eine Spende für Waisenkinder in Ruanda einzahlen will, und Opfer eines Banküberfalls wird.
Kuhlenberg lebte abwechselnd in Köln und in Pergola in Italien. Ihr aktueller Wohnort (Stand: Januar 2018) ist Berlin.

## Filmografie (Auswahl)
- 1987: Der kleine Staatsanwalt (Kinofilm)
- 1991: Superstau (Kinofilm)
- 1992–1993: Vera Wesskamp (Fernsehserie; Serienrolle)
- 1993: Wenn Engel reisen (Fernsehserie; Serienrolle)
- 1994: Julie Lescaut (Fernsehserie D/F; Episodenrolle)
- 1995: Kommt Mausi raus?! (Fernsehfilm)
- 1996: Der König (Fernsehserie; Folge: Puppenfalle)
- 1996: Wolkenstein (Fernsehserie; Folge: Falscher Ehrgeiz)
- 1997: Sophie – Schlauer als die Polizei (Fernsehserie; Folge: Der große Abgang)
- 1997: Freundschaft mit Herz (Fernsehserie; Folge: in die Karten geguckt)
- 1997: Geschwister – Kardeşler (Fernsehfilm)
- 1999: SK Kölsch (Fernsehserie; Folge: Ein Mord kommt selten allein)
- 2000: Herzschlag – Das Ärzteteam Nord (Fernsehserie; Folge: Herzattacke)
- 2000: Die Hässliche (Fernsehfilm)
- 2001: Die Frau, die Freundin und der Vergewaltiger (Fernsehfilm)
- 2001: Ein Fall für zwei (Fernsehserie; Folge: Verbotene Gefühle)
- 2002: Tatort – Schützlinge
- 2003: Verrückt ist auch normal (Fernsehfilm)
- 2003: Im Namen des Gesetzes (Fernsehserie; Folge: Zerbrochene Freundschaft)
- 2005: Polizeiruf 110 – Der scharlachrote Engel (Fernsehreihe)
- 2005: Oktoberfest (Kinofilm)
- 2005: Feuer (Kinofilm)
- 2005: Neun Szenen (Kinofilm/Episodenfilm)
- 2005; 2007: Der Staatsanwalt (Fernsehserie; Seriennebenrolle)
- 2006: Eden (Kinofilm)
- 2006: Der Liebeswunsch (Kinofilm)
- 2008: Up! Up! To the sky (Kinofilm)
- 2008: Wilsberg: Interne Affären (Fernsehreihe)
- 2009: Liebe verlernt man nicht (Fernsehfilm)
- 2015: Tatort – Die Wiederkehr (Fernsehreihe)
- 2015: SOKO Köln (Fernsehserie; Folge: Zombie mit Sahne)
- 2018: SOKO Wismar (Fernsehserie; Folge: Überfall)
- 2018: SOKO Leipzig (Fernsehserie; Folge: Die falsche Muse)